# Henry Weir
Henry Weir né le 13 février 1990 à Croydon, est un joueur de hockey sur gazon anglais et britannique. Il évolue au poste de défenseur au Old Georgians HC et avec les équipes nationales anglaise et britannique.

## Carrière

### Coupe du monde
- Top 8 : 2014

### Championnat d'Europe
- : 2017
- Top 8 : 2019

### Jeux olympiques
- Top 8 : 2020

### Jeux du Commonwealth
- : 2014, 2018[2]